# トーマス・フランシス・ギルロイ
トーマス・フランシス・ギルロイ（Thomas Francis Gilroy、1840年6月3日 - 1911年12月1日）は、アイルランド生まれのニューヨーク市長。1893年から1894年まで市長を務め、1889年から1893年まで公共事業の委員を務めた。タマニー・ホールのメンバーであった。娘のフランシス・E・ギルロイはエドワード・A・マーヘル·ジュニアと結婚した。1911年12月1日にファーロックアウェイ、オーシャン・アベニューの自宅で死亡し、ブロンクスのウッドローン墓地に埋葬された。